# Super Aguri SA07
Super Aguri SA07 byl třetím vozem formule 1 týmu Super Aguri F1, který se účastnil mistrovství světa v roce 2007. Monopost byl představen 14. března v Melbourne, pouhé čtyři dny před Grand Prix Austrálie 2007.

## Popis
Monopost Super Aguri SA07 je založen na vozu Honda RA106. Vyvolalo to protesty z týmu Spyker F1, který nesouhlasil s používáním stejného šasi. Nakonec se týmy dohodly, že situace bude tolerována až do roku 2009. Výkony vozu se ke konci sezony zhoršovali, ale SA07 byl pravidelně rychlejší než Honda RA107. Tým získal své první body ve španělské Grand Prix.

## Super Aguri
- Model:  Super Aguri SA07
- Rok výroby: 2007
- Země původu: Japonsko
- Konstruktér: Peter McCool
- Debut v F1: Grand Prix Austrálie 2007

## Technická data
- Délka: 4680 mm
- Šířka: 1800 mm
- Výška: 950 mm
- Váha: 600 Kg (včetně pilota, vody a oleje)
- Rozchod kol vpředu: 1460 mm
- Rozchod kol vzadu: 1420 mm
- Rozvor: 3135 mm
- Převodovka: SAF1 7stupňová poloautomatická sekvenční s elektronickou kontrolou.
- Tlumiče: Showa
- Brzdy: Alcon
- Motor: Honda RA807E
  - V8 90°
  - Objem: 2400 cm³
  - Výkon: >700cv/19 000 otáček
  - Ventily: 32
  - Mazivo: Eneos
  - Palivo: Eneos
  - Vstřikování: Honda PGM-FI
  - Palivový systém: Honda PGM-IG
- Pneumatiky: Bridgestone

## Piloti
- Anthony Davidson - 17. místo 2007 (4 body)
- Takuma Sató - 22. místo 2007 (0 bodů)

## Statistika
- 17 Grand Prix
- 0 vítězství
- 0 pole positions
- 0 nejrychlejších kol
- 4 body
- 0 x podium
- 0 x 0. řada
- Počet kol v čele závodu : 0 kol
- Počet km v čele závodu: 0 km

## Výsledky v sezoně 2008
| Rok  | Tým         | Motor               | Pneu | Jezdci           | 1   | 2   | 3   | 4   | 5   | 6   | 7   | 8   | 9   | 10  | 11  | 12  | 13  | 14  | 15  | 16  | 17  | Body | Umístění |
| ---- | ----------- | ------------------- | ---- | ---------------- | --- | --- | --- | --- | --- | --- | --- | --- | --- | --- | --- | --- | --- | --- | --- | --- | --- | ---- | -------- |
| 2007 | Super Aguri | Honda RA807E 2.4 V8 | B    |                  | AUS | MAL | BHR | ESP | MON | CAN | USA | FRA | GBR | EUR | HUN | TUR | ITA | BEL | JPN | CHN | BRA | 4    | 9.       |
| 2007 | Super Aguri | Honda RA807E 2.4 V8 | B    | Takuma Sato      | 12  | 13  | Ret | 8   | 17  | 6   | Ret | 16  | 14  | Ret | 15  | 18  | 16  | 15  | 15  | 14  | 12  | 4    | 9.       |
| 2007 | Super Aguri | Honda RA807E 2.4 V8 | B    | Anthony Davidson | 16  | 16  | 16  | 11  | 18  | 11  | 11  | Ret | Ret | 12  | Ret | 14  | 14  | 16  | Ret | Ret | 14  | 4    | 9.       |